# HBLX
Open Letter To A Friend è il settimo album della band tedesca H-Blockx, pubblicato nel 2012.

## Tracce
1. Hi Hello - 4:05
2. Gazoline - 3:11
3. Can't Get Enough - 2:43
4. Footsteps On The Moon - 3:31
5. Love Can't Say - 3:32
6. In Your Head - 4:05
7. I Want My Disco - 3:24
8. DOIOU - 3:08
9. I Want You - 3:44
10. The Bitch Is Back - 2:48
11. Headache Remains - 2:56
12. Coma Come - 2:55 (bonus track digitale presente su iTunes)
13. Hey '74 - 4:07 (bonus track digitale presente su iTunes)

## Formazione
- Henning Wehland - voce
- Stephan Hinz - basso
- Tim Tenambergen - chitarra
- Steffen Wilmking - batteria

### Altri musicisti
- Tom Gaebel - trombone nel brano "Can't Get Enough"
- Trevor Ferguson - voce e cori nei brani "Can't Get Enough" e "In Your Head"